# فومیو کوهیناتا
فومیو کوهیناتا (انگلیسی: Fumiyo Kohinata؛ زادهٔ ۲۳ ژانویهٔ ۱۹۵۴) هنرپیشه اهل ژاپن است. وی از سال ۱۹۷۷ میلادی تاکنون مشغول فعالیت بوده است.
از کارهایی که وی در آن نقش داشته است، می‌توان به پسران قرن بیستم، وکیل‌مدافع تک، شمشیر ناامیدی و سانادا مارو اشاره کرد.